# Équipe du Portugal féminine de rugby à sept
L'équipe du Portugal féminine de rugby à sept est l'équipe qui représente le Portugal dans les principales compétitions internationales de rugby à sept.

## Histoire

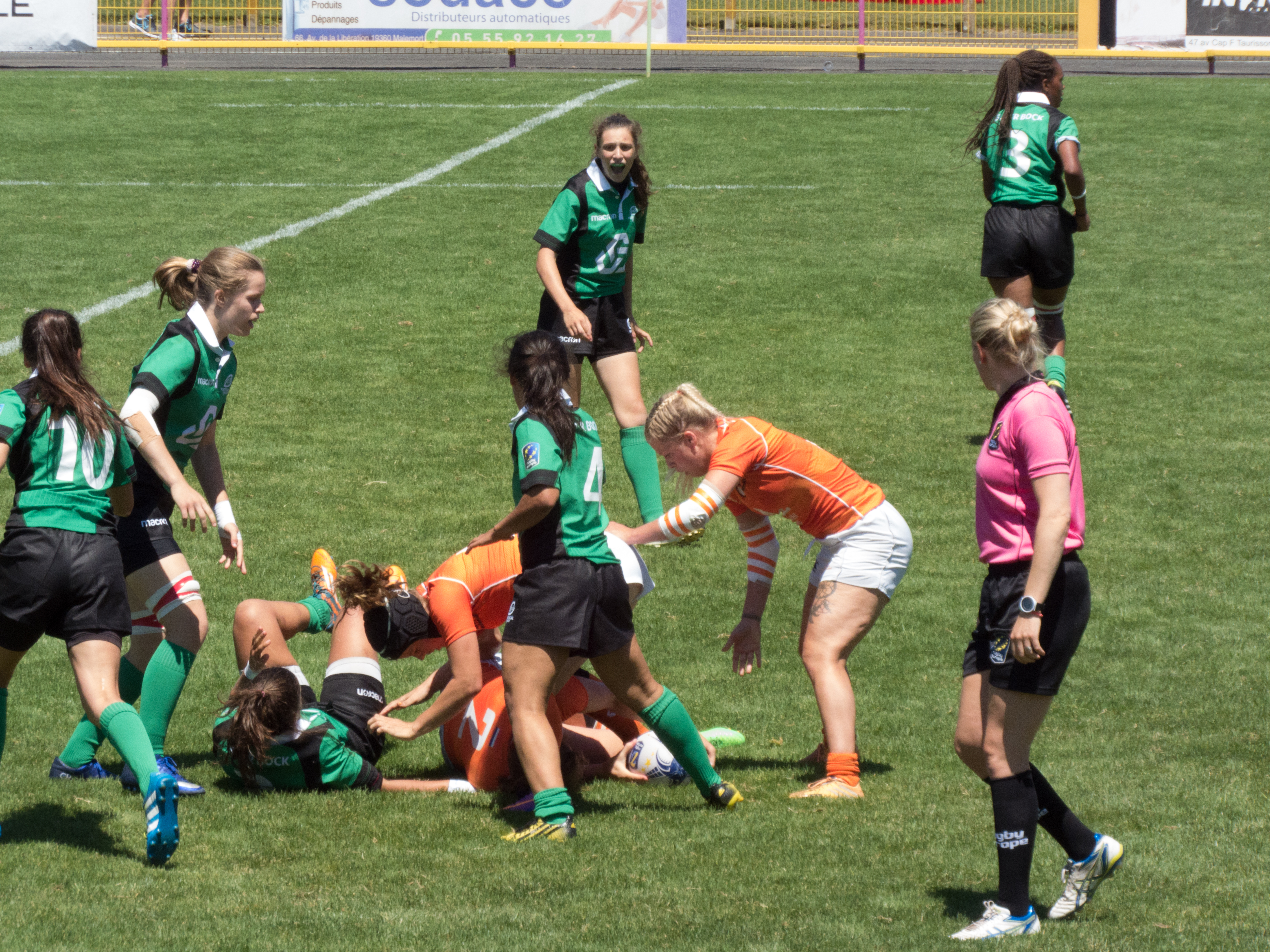
Les Portugaises (en vert ci-contre) disputent le tournoi de Malemort, dans le cadre des Grand Prix Series 2017.

Jusqu'en décembre 2021, date de la première rencontre officielle disputée par l'équipe du Portugal féminine de rugby à XV, la sélection à sept est la seule représentation officielle féminine du rugby portugais.
Dans le cadre de la saison 2022 des Sevens World Series, alors que les Fidjiennes doivent déclarer forfait pour les deux étapes espagnoles, les Portugaises les remplacent en tant qu'équipe invitée au tournoi de Séville.